# 撇号

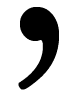
缩写号

撇号（全＇；半'），是一种标点符号，用于多種语言的隔音、略音、缩写、所有格以及复数。撇号依不同用法而有许多异名，如：上標點、略縮号、隔音號、省字号、省年号、高撇号或缩写号。
在计算机领域撇号主要有两个字符，最初在ascii中的撇号(U+0027 APOSTROPHE)和最初设计是用于右单引号的(U+2019 RIGHT SINGLE QUOTATION MARK)，但具体用途并无统一的规格。在英语印刷中更倾向于使用(U+2019)，而网络上更多人使用(U+0027)，因为一般的键盘上并无 (U+2019)。

## 用法

### 省略符號
省略符具体用法如下：
- 缩写词，如do not可以写成dont（不曾），「cannot」等于「cant」（不能），「06」等于「2006年」。
- 名词所有格，如the cats whiskers。
- 字母、缩写词、年份的复数，如Ps and Qs、the late 1950s。

### 隔音符號
可見於中文的汉语拼音及日語的修正平文式羅馬字（修正ヘボン式）中：
- 汉语拼音中的撇号称为隔音符号。在《汉语拼音方案》中表述为：以a、o、e開頭的音節連接在其它音節後面的時候，如果音节的界限發生混淆，用隔音符號隔開[2]，例如：（皮袄）、（西安）。在《中国地名汉语拼音字母拼写规则（汉语地名部分）》中，表述为：凡以a、o、e开头的非第一音节，在a、o、e前用隔音符号隔开，并举出（西安）、（建瓯）、（天峨）的例子[3]。台灣方面，臺北捷運不使用隔音符号。[4]
- 在日語的修正平文式羅馬字中，撥音「ん」在母音和や行之前使用隔音號「'」，例如：Kan'onji-shi（觀音寺市）。

## 相關或形似字符
標點符號
- 「'」（撇号） U+0027，原为ASCII字符。
- 「＇」（全形撇号）U+FF07。
- （右单引号） U+2019，用于正式出版物。另外简体中文的右单引号也使用这个。
- （左單引號）U+2018。
- 「‚」（低位單引號）U+201A。
- 「‛」（高位反單引號）U+201B。

排版符號
- 「′」（角分符号）U+2032，也是一撇的形狀，又稱「上标符」，常用于表示英尺（ft）、角分（am）与分钟（min）。
- 「‵」（反角分符号）U+2035。

國際音標
- 「ˈ」（主重音符號）U+02C8。
- 「ˌ」（次重音符號）U+02CC。
- 「ʼ」（擠喉音符號）U+02BC。也是一些語言用來表示聲門塞音的文字符號。

其他語言
- 閃語字母的拉丁轉寫符號：「ʾ」（U+02BE）、「ʿ」（U+02BF），分別代表aleph和ayin。
- 希臘字母的附加符號：「᾿」（U+1FBF）、「᾽」（U+1FBD），分別表示Greek Psili和Greek Koronis。
- 俄文字母和薩米語支的拉丁轉寫符號：「ʹ」（U+02B9），代表Ь。

## 延伸閱讀
- Gibaldi, Joseph. . New York: Modern Language Association. 2003..
- Truss, Lynne.  North American. Toronto: Gotham Books. 2003. ISBN 1592400876..

## 外部連結
- Is there an apostrophe in the plural of pizza? （页面存档备份，存于） Oxford University Press article on apostrophe use in plurals
- The apostrophe character （页面存档备份，存于） Problems representing apostrophes on computers.
- The Apostrophe Protection Society
- ASCII and Unicode quotation marks （页面存档备份，存于）
- The Dreaded Apostrophe: An approach using a single rule only （页面存档备份，存于）
- How to use an apostrophe （页面存档备份，存于） The Oatmeal

## 参看
- 《标点符号使用手册》（修订版） 苏培成 著

1. ↑   (PDF). Unicode联盟.   [2014-08-30]. （原始内容存档 (PDF)于2011-09-17） （英语）. this is the preferred character to use for apostrophe
2. ↑  1958, 汉语拼音方案
3. ↑   (PDF). 1984-12-25  [2021-12-11]. （原始内容存档 (PDF)于2021-12-11）. 凡过去关于汉语地名的汉语拼音字母拼写规定与此规则相矛盾的，均以此规则为准
4. ↑  . 蘋果日報. 2012年12月23日  [2019年4月2日]. （原始内容存档于2020年7月28日）. 北市捷運局指出，目前有7大捷運站名英譯沒有隔音符號，常讓外國人問路鬧烏龍，如大安站「Daan」被誤唸為丹站、景安站「Jingan」變成金幹站等，捷運局擬加撇號「’」或橫線「-」，以利分辨音節。